# Bagerhat
Bagerhat (bengáli: বাগেরহাট সদর) város Banglades déli részén, Khulnától kb. 35 km-re DK-re. Lakossága 266 ezer fő volt 2011-ben.
Bagerhat történelmi mecsetegyüttese - köszönhetően a számos iszlám emlékeinek a 15. és 16. századból - 1985 óta az UNESCO kulturális világörökségének része.

## Gazdaság
A város környékének fő terményei a rizs, búza, juta, burgonya, banán, papaya, fokhagyma, hagyma.
Az ipar jelentősebb ágazatai az élelmiszer-feldolgozás, malomipar, háziipar (ötvösök, kovácsok stb.)

## A történelmi mecsetegyüttes
A városban és környékén több mint 50 történelmi iszlám emlékmű található, köztük több mecsettel.
- Kb. 4-5 kilométerre a várostól található a legjelentősebb történelmi építmény, a Hatvan Kupola mecset (bengáli: ষাট গম্বুজ মসজিদ,  Shat Gombuj Moshdzsid, angol: Sixty Dome Mosque). A mecset 1442 és 1459 között épült. Területe kb. 17 280 m², 49 méter hosszú, 33 méter széles.[5]

Imahelyként és medreszeként (iszlám iskola) használták. Valójában a tetőn 77 kis kupola található és további négy a saroktornyokon. A tornyokat arra használták, hogy a hívőket imára szólítsák fel. A nagy imateremnek 11 boltíves kapuja van keletre és 7-7 északra és délre, amelyek a szellőzést és a fényt biztosítják. 
- Egy másik történelmileg jelentős mecset a lényegesen kisebb, Kilenc-kupolás Mecset (Noi Gombuz Masjid, Nine Dome Mosque, নয় গম্বুজ মসজিদ ). A 15. században emelték.
- A Masjid Singair (mecset, সিঙ্গাইর মসজিদ) a várostól 4 km-re nyugatra található. A 15. században épült.
- Ronvijoypur-mecset. Ennek van a legnagyobb kupolája Bangladesben.[6]
- Chunakhola-mecset, 15. századi
- Hat Kupolás Mecset, 15. századi
- Khan Jahan mauzóleuma

## Galéria

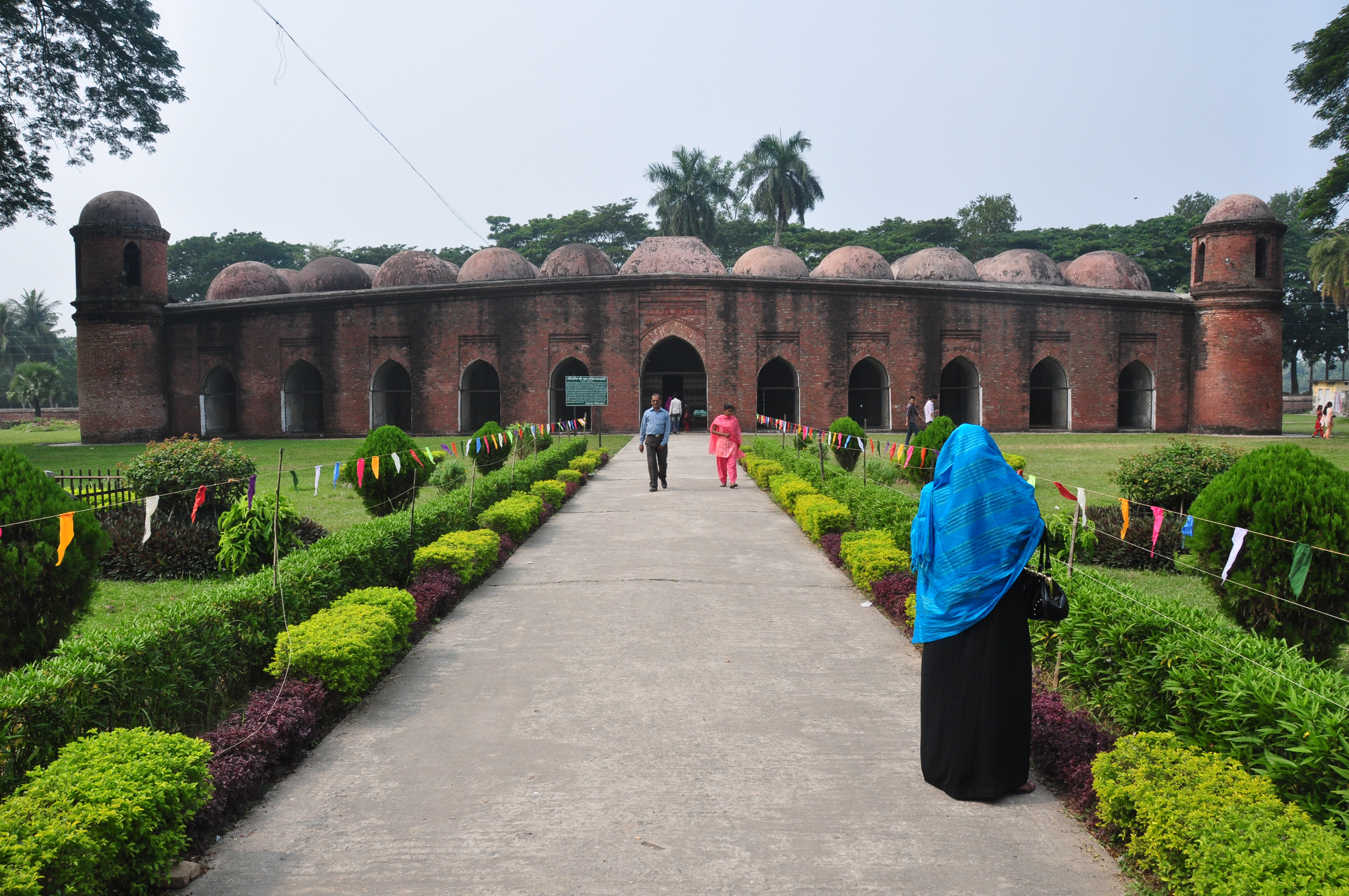
Hatvan Dóm Mecset
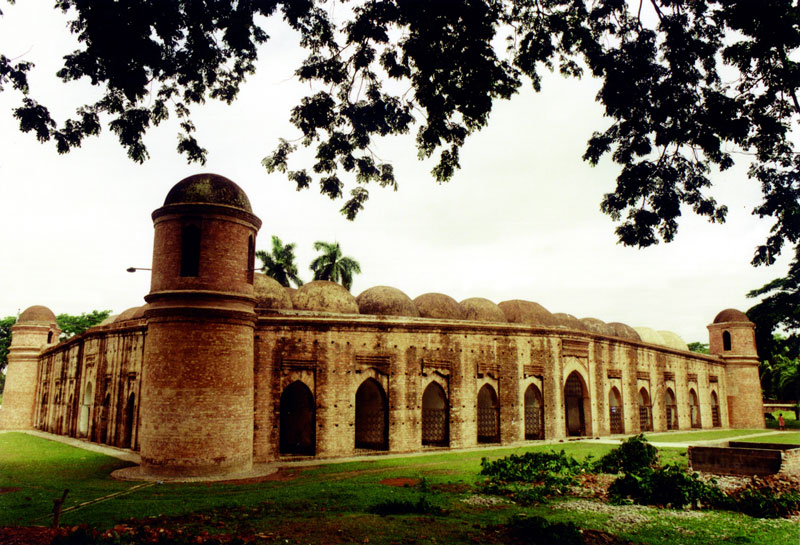
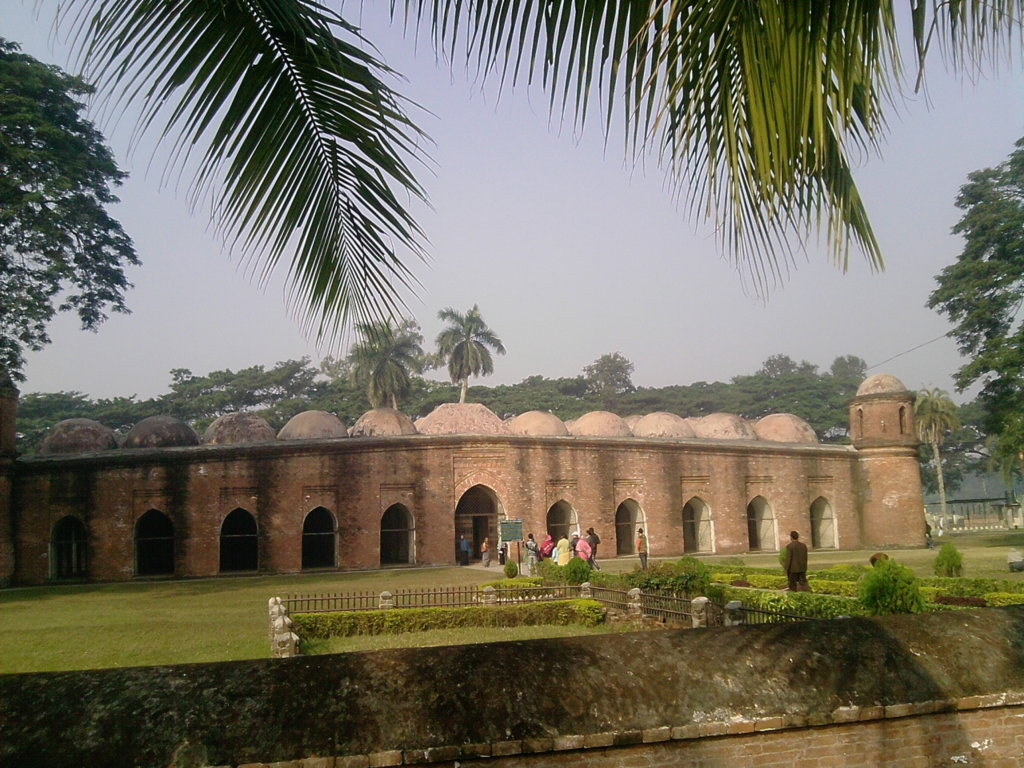
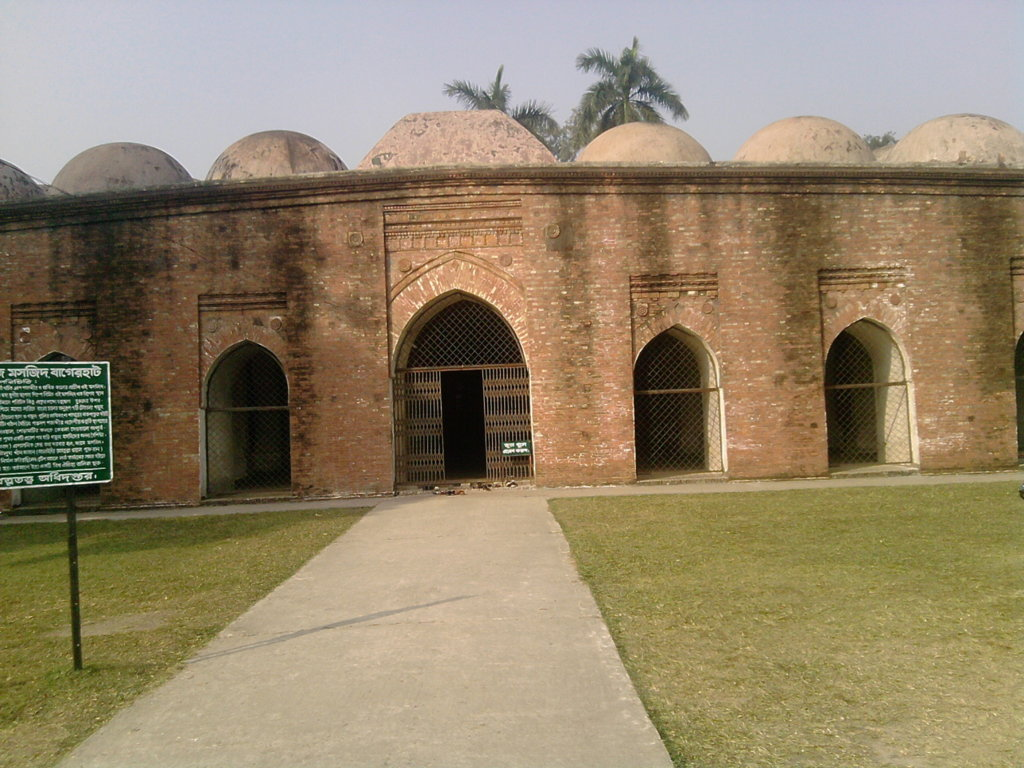
60 dóm Mecset
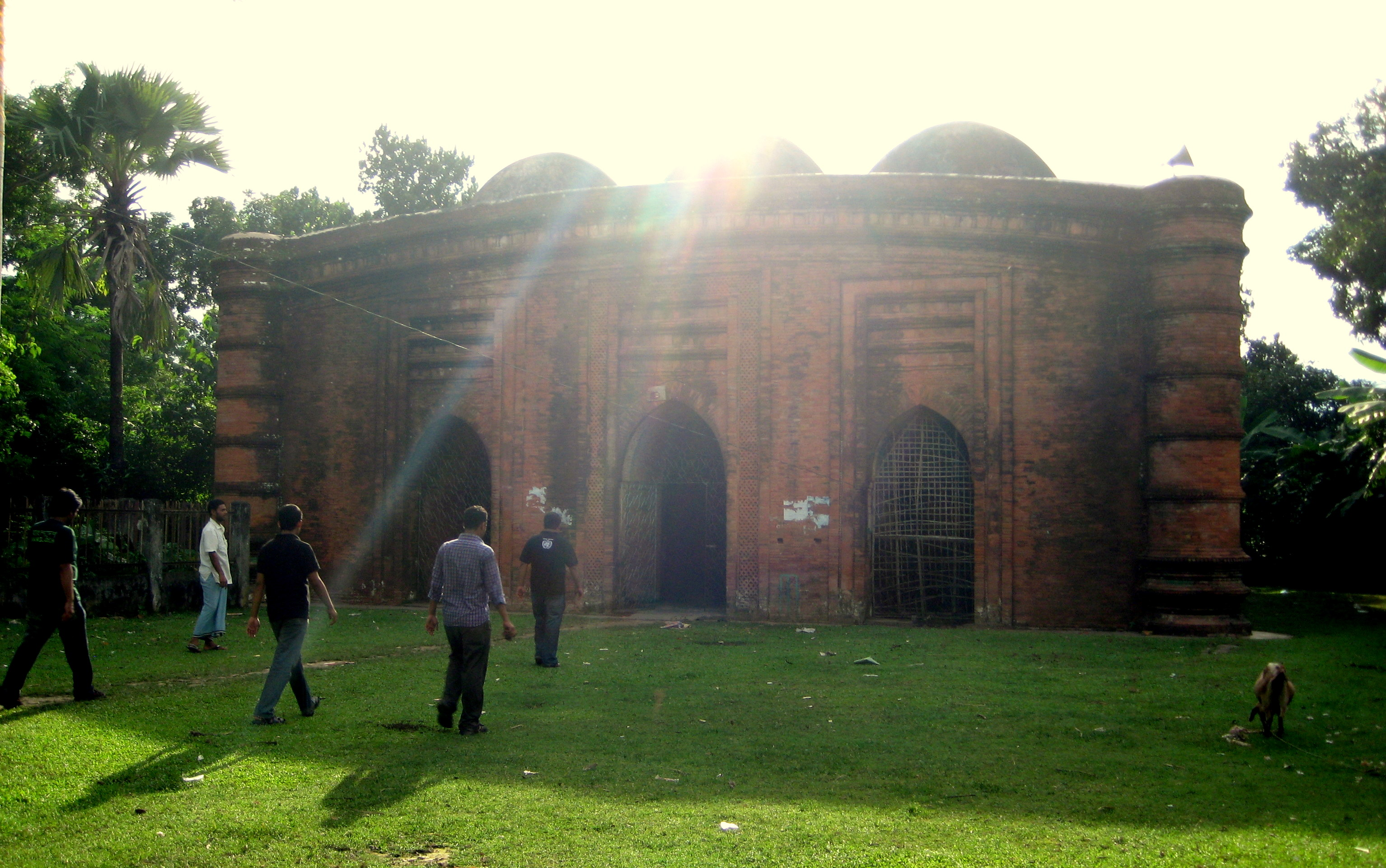
A Kilenc-kupolás Mecset
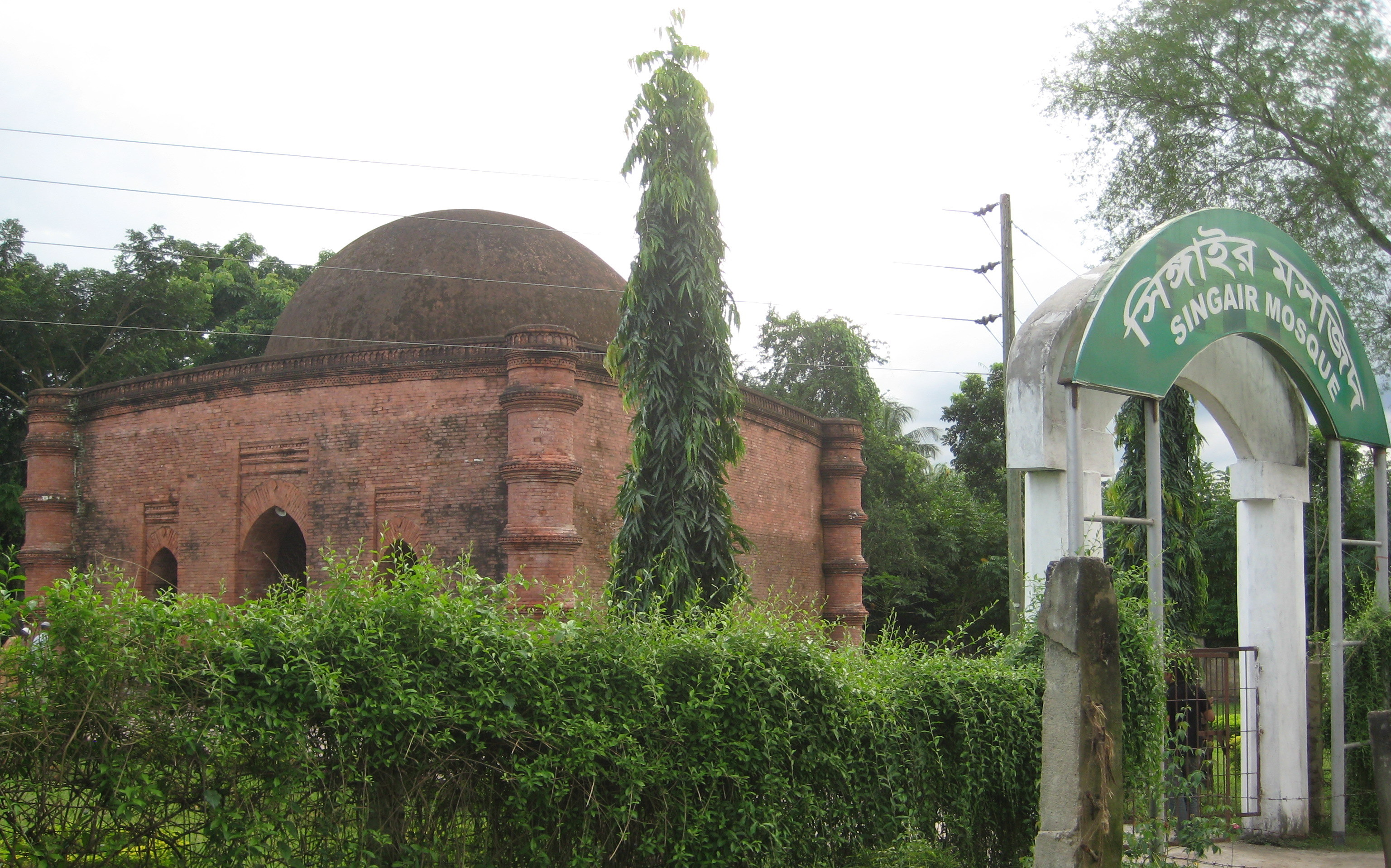
Singair-mecset

## Fordítás
- Ez a szócikk részben vagy egészben  a   Bagerhat Sadar Upazila című angol Wikipédia-szócikk fordításán alapul.  Az eredeti cikk szerkesztőit annak laptörténete sorolja fel. Ez a jelzés csupán a megfogalmazás eredetét és a szerzői jogokat jelzi, nem szolgál a cikkben szereplő információk forrásmegjelöléseként.
- Ez a szócikk részben vagy egészben  a   Sixty Dome Mosque című angol Wikipédia-szócikk fordításán alapul.  Az eredeti cikk szerkesztőit annak laptörténete sorolja fel. Ez a jelzés csupán a megfogalmazás eredetét és a szerzői jogokat jelzi, nem szolgál a cikkben szereplő információk forrásmegjelöléseként.
- Ez a szócikk részben vagy egészben  a   Mosque_City_of_Bagerhat című angol Wikipédia-szócikk fordításán alapul.  Az eredeti cikk szerkesztőit annak laptörténete sorolja fel. Ez a jelzés csupán a megfogalmazás eredetét és a szerzői jogokat jelzi, nem szolgál a cikkben szereplő információk forrásmegjelöléseként.